# エミー・ジョンソン

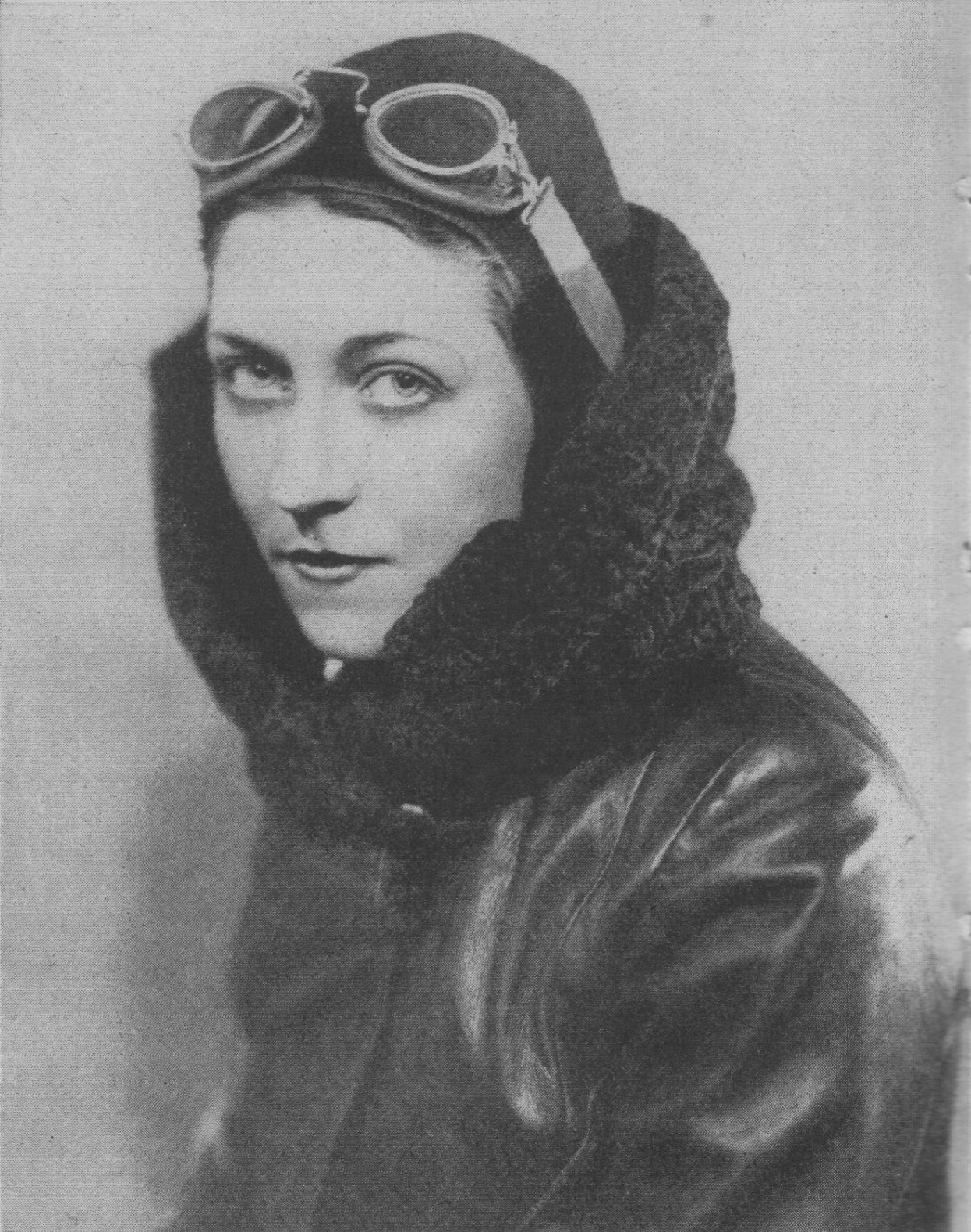
1938年

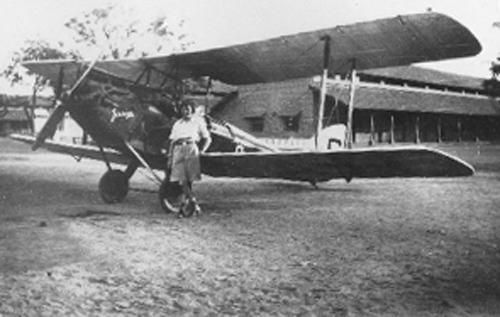
1930年

エミー・ジョンソン（Amy Johnson、1903年7月1日 - 1941年1月5日、一時ジェームズ・モリソンと結婚してエミー・モリソン）はイギリスの女流飛行士である。キングストン・アポン・ハル出身。

## 生涯・業績
1929年にパイロットライセンスを取得した。1930年に女性として初めてイギリスからオーストラリアの飛行を行った。5月5日にクロイドンをデハビランド・ジプシーモスで出発して、5月24日にオーストラリアのダーウィンに到着した。
1931年にイギリスから日本への飛行をジャック・ハンフリーと行った。
1932年6月と1936年5月にイギリスから南アフリカのケープタウンへの飛行を行った。1932年にジム・モリソンと結婚して、モリソン夫妻は1933年の大西洋横断飛行、1934年のインドまでの無着陸飛行をおこなった。マックロバートソン・エアレースに参加して、インドのアラハードまでレースをリードしたが、リタイヤした。
1938年、モリソンと離婚した。第二次大戦中は航空輸送予備隊（ATA）のパイロットとして基地への航空機輸送を行ったが、1941年1月5日、テムズ川河口付近で雲に迷い込みパラシュートで脱出したが行方不明となった。